# Колачевський Михайло Миколайович
Михайло Миколайович Колачевський (*26 вересня 1851 — †1908) — український композитор, піаніст, музично-громадський діяч та юрист. Автор «Української симфонії» (1876), в якій використав українські народні теми, а також Реквієму, Струнного квартету, ряду фортепіанних п'єс, романсів та духовних хорів.

## Біографія
Михайло Колачевський народився у 1851 р. в с. Федорівка на Миколаївщині (нині Миколаївської обл.). Дитячі роки його минули в оточенні, де звучала народна музика.
Професійну музичну освіту він здобув у Лейпцизькій консерваторії, яку закінчив у 1876 р. Навчався юнак на кілька років пізніше від Миколи Лисенка й у тих самих педагогів.
Повернувшись на Батьківщину, Колачевський оселився в Кременчуці, де намагався використати на потребу суспільства свої знання й уміння. З 1890 р., впродовж десятиліття, керує управою Кременчуцького земства.
У селі Рокитному знаходився його маєток та парк із дерев, які він привозив із різних країн світу. В цьому селі прожив майже все своє життя, написав більшість творів суспільний діяч та композитор М. М. Колачевський.

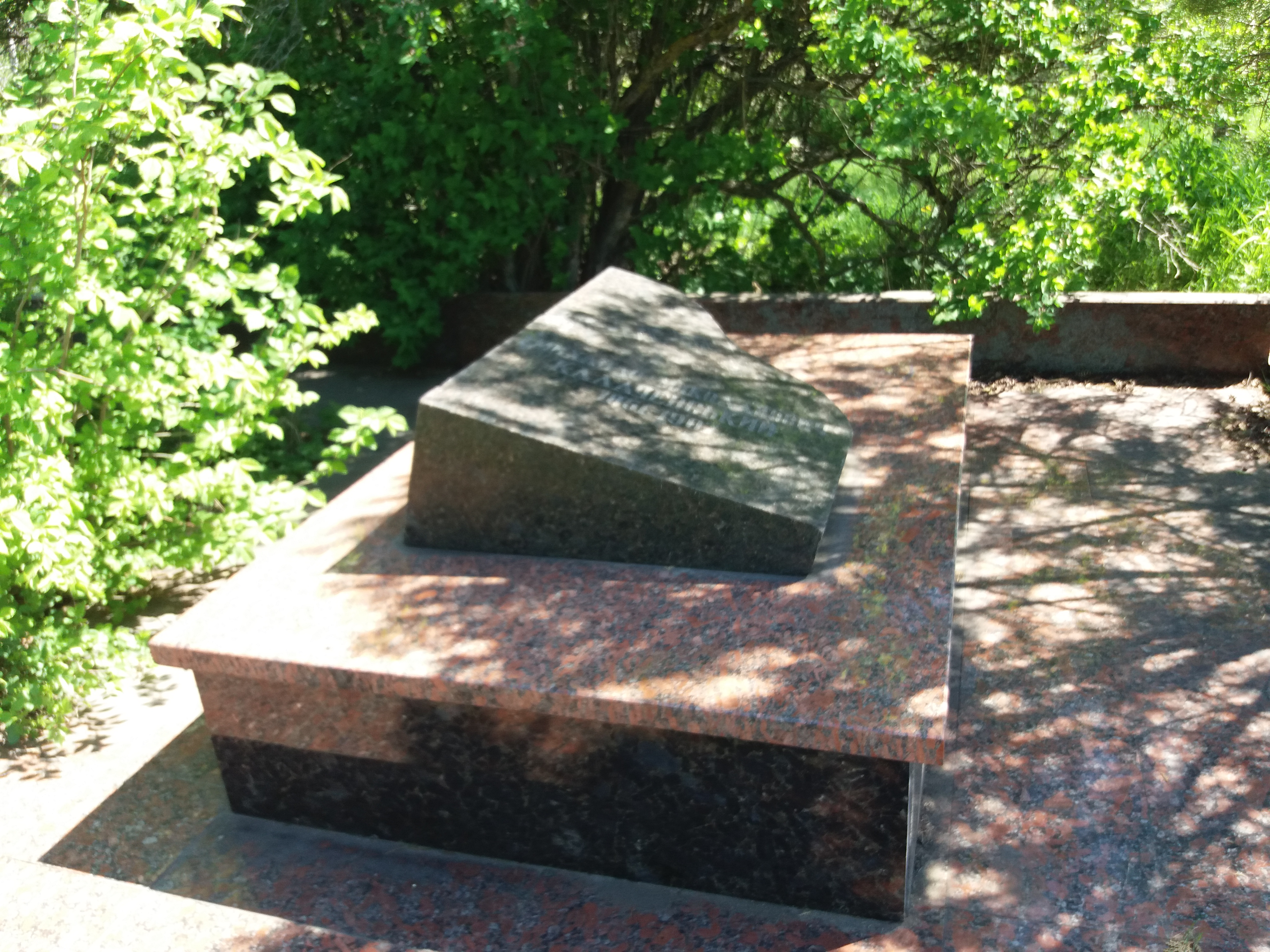
Могила Михайла Колачевського в селі Рокитне

Помер Михайло Колачевський у 1907 р. Похований на власній садибі.

## Творчий доробок
Та частина творчої спадщини М. Колачевського, що дійшла до нас, невелика — це струнний квартет, фортепіанне тріо, романси, фортепіанні твори, «Реквієм» ,  тощо. Збереглося також 19 романсів, 4 п'єси для фортепіано і партитура «Української симфонії».
Найголовнішим твором Колачевського є його симфонія. Написана як дипломна робота композитора у 1876 р., вона прозвучала на випускному екзамені та в публічному концерті, програма якого складалася з творів випускників консерваторії. В Україні симфонію Колачевського неодноразово виконував оркестр під керуванням Д. Ахшарумова в Полтаві, а потім у Харкові й Кременчуці. За радянських часів цей твір міцно ввійшов до репертуару оркестрів. Він звучить по радіо, його записано на грамплатівку; опубліковано також партитуру.

### «Українська симфонія»
Про розвиток (хоча й незначний) симфонічного жанру в Україні у XVIII—XIX ст. свідчать перші симфонії кінця XVIII ст.: «Українська симфонія» Е.Ванжури, симфонії Максима Березовського, Концертна симфонія Д. Бортнянського. В ХІХ столітті написали свої симфонії Іван Лозинський і Михайло Вербицький. В 1869 р. Микола Лисенко написав свою І «Юнацьку симфонію». Через кілька років з'являється твір М. Колачевського. Поза сумнівом, що композитор уже був обізнаний із доробком Лисенка. Уже було написано багато Лисенкових романсів на вірші Т. Шевченка. Можливо, Колачевський знав і його «Українську сюїту у формі старовинних танців на основі народних пісень» для фортепіано, і симфонію, адже вони навчались композиції в одного педагога Карла Райнеке.
Відзначимо, що у добиранні музичних тем та принципах їх розвитку Колачевський пішов за Миколою Лисенком і російськими композиторами-класиками. І в основі усіх тем «Української симфонії» — мелодії народних пісень. Характерно, що композитор зберігає жанрові особливості пісні, прагне повніше розкрити засобами оркестру, через велику музичну форму її образний зміст. Безперечно, на Колачевського мала вплив і західноєвропейська музика, зокрема симфонії І німецьких композиторів-романтиків Ф. Мендельсона і Р. Шумана.